# マルティナ (小惑星)
マルティナ (981 Martina) は小惑星帯の小惑星。1917年9月23日、クリミア半島のシメイズ観測所（後のクリミア天体物理天文台）でロシアの天文学者セルゲイ・イワノヴィチ・ベリャフスキーが発見した。
19巻からなる『フランス史』を著したフランスの歴史家アンリ・マルタン（Bon-Louis-Henri Martin、1810年 - 1883年）に因んで命名された。